# 봄이 왔다 (소설)
《봄이 왔다》(春が来た)는 무코다 구니코의 단편소설이다. 단편집 〈옆집 여자〉(1981년, 분게이슌주)에 수록되었다.
1982년과 2018년에 드라마화.

## 텔레비전 드라마

### 1982년판

#### 출연진
- 나오코 - 모모이 카오리 역
- 슈지 - 미쿠니 렌타로 역
- 카자미 - 마츠다 유사쿠 역
- 수에 - 카토 하루코 역
- 준코 - 스기타 카오루 역

#### 제적진
- 연출:쿠제 테루히코
- 프로듀서:쿠제 테루히코 / 미우라 칸지
- 제작:치노 요시히코
- 원작:무코다 구니코
- 각본:시바 에이자부로
- 장치 디자인:아사쿠라 세츠
- 제자:나카가와 가즈마사
- 음악:토쿠라 슌이치 / 타나베 신이치
- 타이틀 디자인:요코오 타다노리

### 2018년판

#### 출연진
주요 인물
- 이지원 - 카이 역
- 키시카와 나오코 - 쿠라시나 카나 역
- 키시카와 준코 - 후루하타 호시나츠 역
- 키시카와 수에 - 타카하타 준코 역
- 키시카와 슈지 - 사노 시로 역

기타
- 켄타로
- 타카다 세이코

#### 제적진
- 감독:카와이 하야토
- 각본:요시다 야요이
- 음악:오다 토모미
- 주제가:EXO〈Lovin’ You Mo’〉（avex trax）
- 프로듀서:마츠나가 아야 / 아리시게 요이치
- 제작프로덕션:장고 필름
- 제작학력:닛카츠
- 제작주적:WOWOW